# 東山区
東山区（ひがしやまく）は、京都市を構成する11区のうちのひとつ。

## 概要

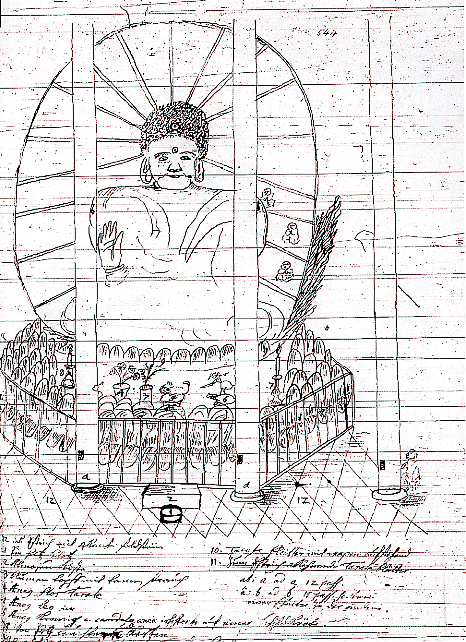
エンゲルベルト・ケンペル作による、かつて存在した方広寺大仏（京の大仏）のスケッチ。豊臣秀吉の発願で造立された。京都東山にあったので、東山大仏とも称されていた。

区内には、祇園などの歓楽街や三条京阪周辺などの繁華街があり、隣接する下京区・中京区・上京区と共に京都市の都心部を形成している。
鴨川左岸の平野部は、古くから市街化されているが、東山西麓には大規模な寺社が林立する。
また、京の七口の1つである粟田口があった区である。景観条例などの規制が比較的厳しいこともあって、他の区で見られるような山間部の住宅開発は行われていない。祇園の花見小路通や東山の産寧坂など、古くからの京都の街並みが保全されている。また、清水寺、銀閣、東福寺、三十三間堂、八坂神社など観光地にもなっている有名な寺社仏閣が多いエリアでもある。

## 地理

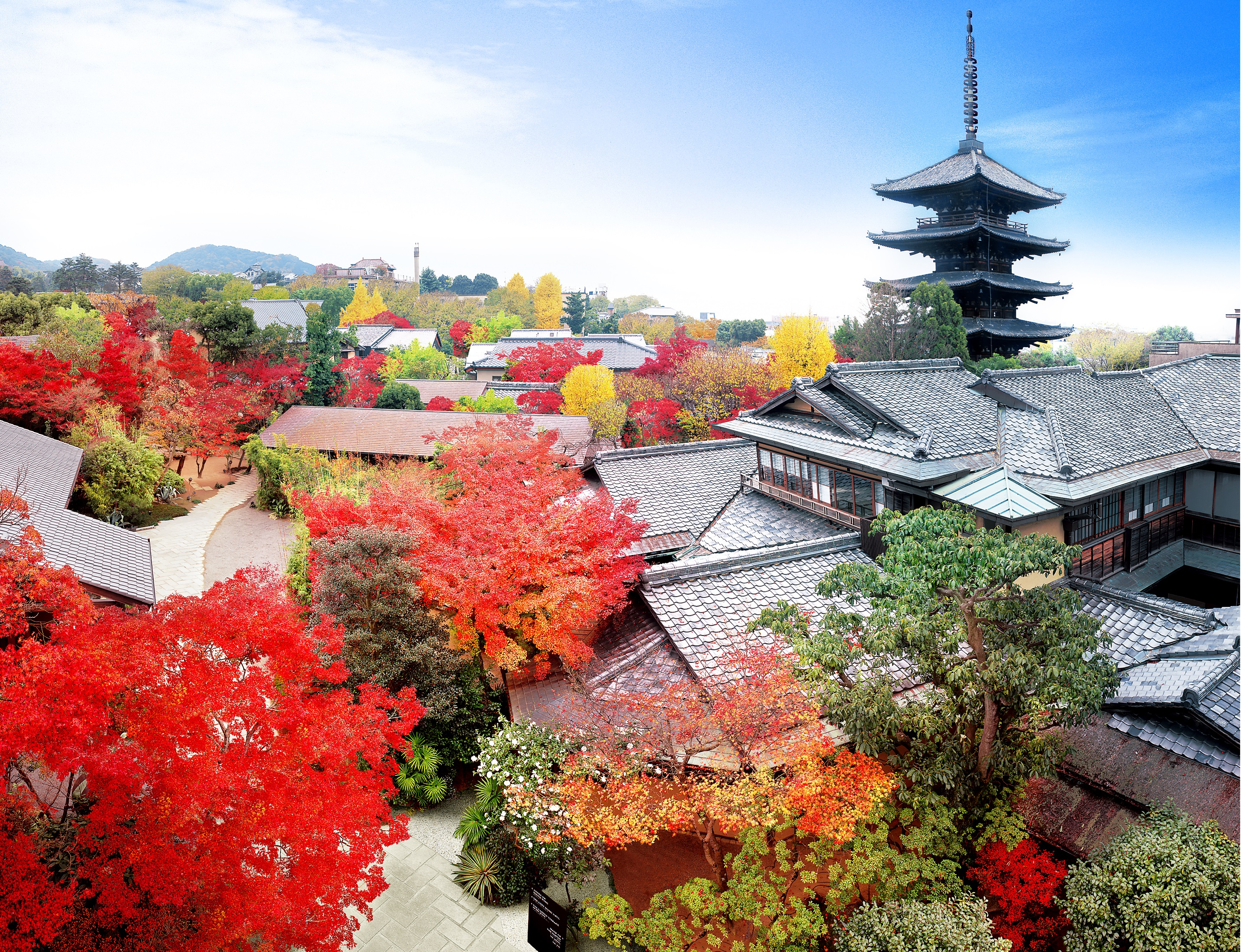
東山から見た八坂の塔

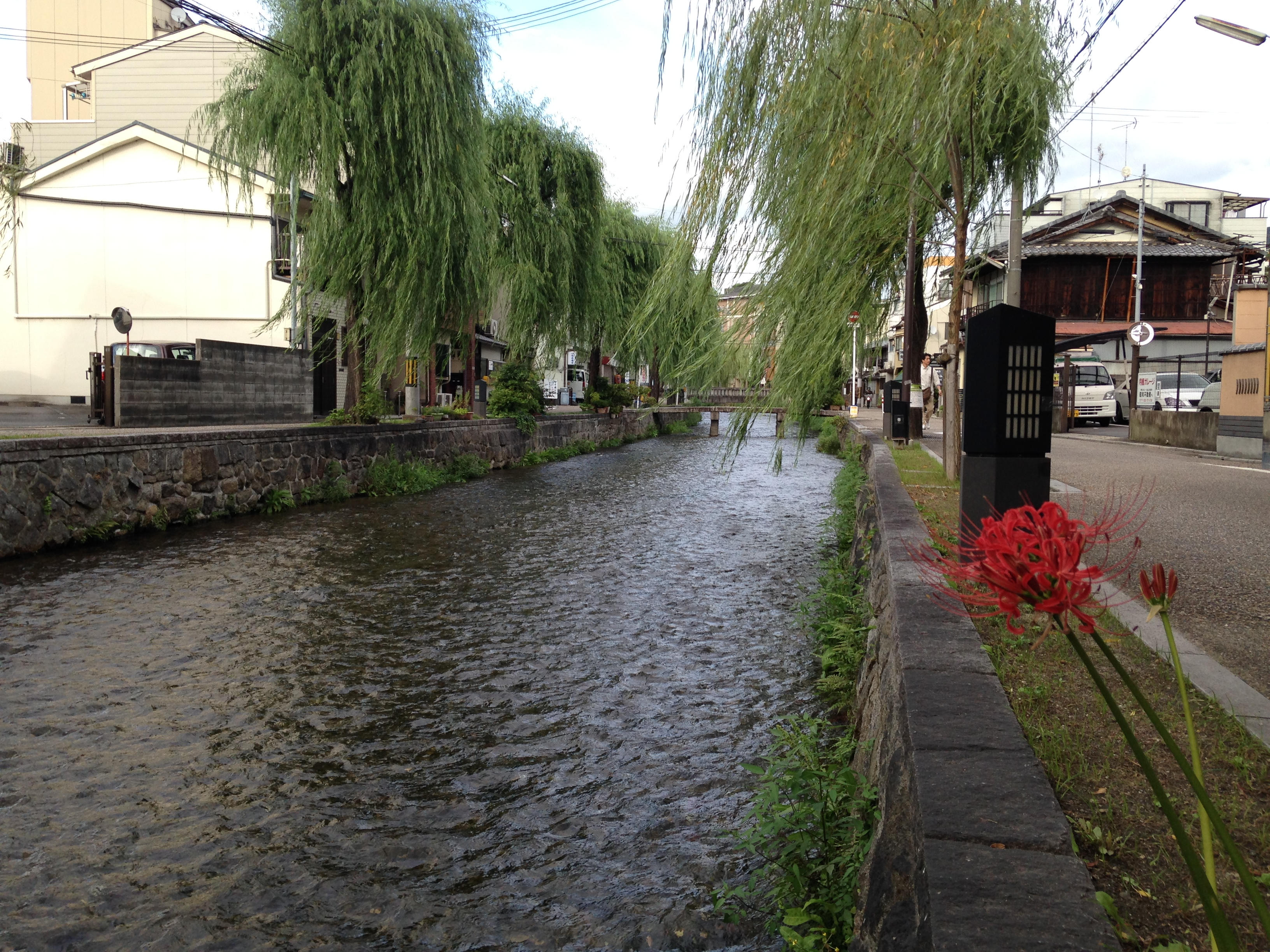
祇園を流れる白川

### 地形

#### 山地
主な山
- 阿弥陀ヶ峰
- 華頂山
- 清水山
- 東山
  - 東山山頂公園
- 円山

#### 河川
主な川
- 鴨川
- 白川
- 琵琶湖疏水

### 地域
区を構成する町：京都市東山区の町名

### 人口
| 東山区に相当する地域の人口の推移 |          |  |
| \| 1975年（昭和50年） \| 70,544人 \| \| \| 1980年（昭和55年） \| 62,077人 \| \| \| 1985年（昭和60年） \| 56,332人 \| \| \| 1990年（平成2年） \| 51,171人 \| \| \| 1995年（平成7年） \| 48,241人 \| \| \| 2000年（平成12年） \| 44,813人 \| \| \| 2005年（平成17年） \| 42,464人 \| \| \| 2010年（平成22年） \| 40,528人 \| \| \| 2015年（平成27年） \| 39,044人 \| \| \| 2020年（令和2年） \| 36,602人 \| \| |          |  |
| 総務省統計局 国勢調査より |          |  |
| 1975年（昭和50年） | 70,544人 |  |
| 1980年（昭和55年） | 62,077人 |  |
| 1985年（昭和60年） | 56,332人 |  |
| 1990年（平成2年） | 51,171人 |  |
| 1995年（平成7年） | 48,241人 |  |
| 2000年（平成12年） | 44,813人 |  |
| 2005年（平成17年） | 42,464人 |  |
| 2010年（平成22年） | 40,528人 |  |
| 2015年（平成27年） | 39,044人 |  |
| 2020年（令和2年） | 36,602人 |  |

人口は市内11区の中で最も少ない。また、65歳以上の高齢者比率は11区中最も高く、全国の政令指定都市の行政区の中でも11番目に高い。
一方で複数の女子校が立地している関係上、20歳前後の女性の人口が突出して多いこともあり、2020年の国勢調査によると人口性比は78.34と市内で最も女性の割合が高い区であり、全国的にも女性の割合が非常に高い地域である。

### 隣接行政区
京都府：京都市
- 左京区
- 下京区
- 南区
- 中京区
- 山科区
- 伏見区

## 歴史

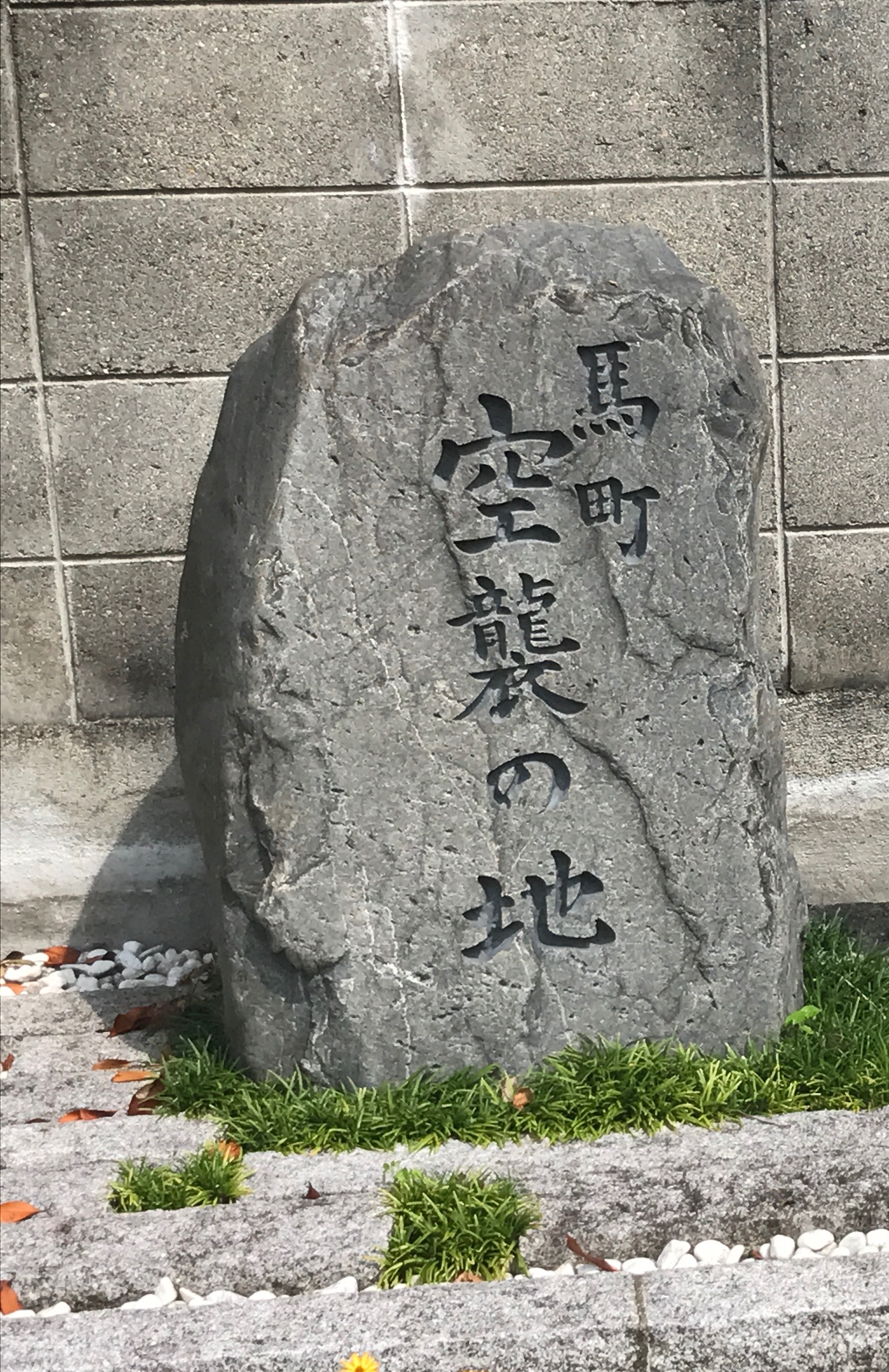
馬町　空襲の地

### 沿革
昭和
- 1929年（昭和4年） - 下京区から鴨川の東を分区して成立。
- 1931年（昭和6年） - 宇治郡山科町を編入。
- 1945年（昭和20年） - 馬町地区が空襲に襲われる（馬町空襲）。
- 1976年（昭和51年）- 山科地区を山科区として分区。

## 政治

### 行政

#### 区役所
- 東山区役所

京都市東山区清水五丁目130番地の6

## 国家機関

### 内閣府
宮内庁
- 月輪陵墓監区事務所

### 財務省
国税庁
- 東山税務署

### 農林水産省
林野庁
- 東山森林事務所

### 文部科学省
文化庁
- 地域文化創生本部

## 施設

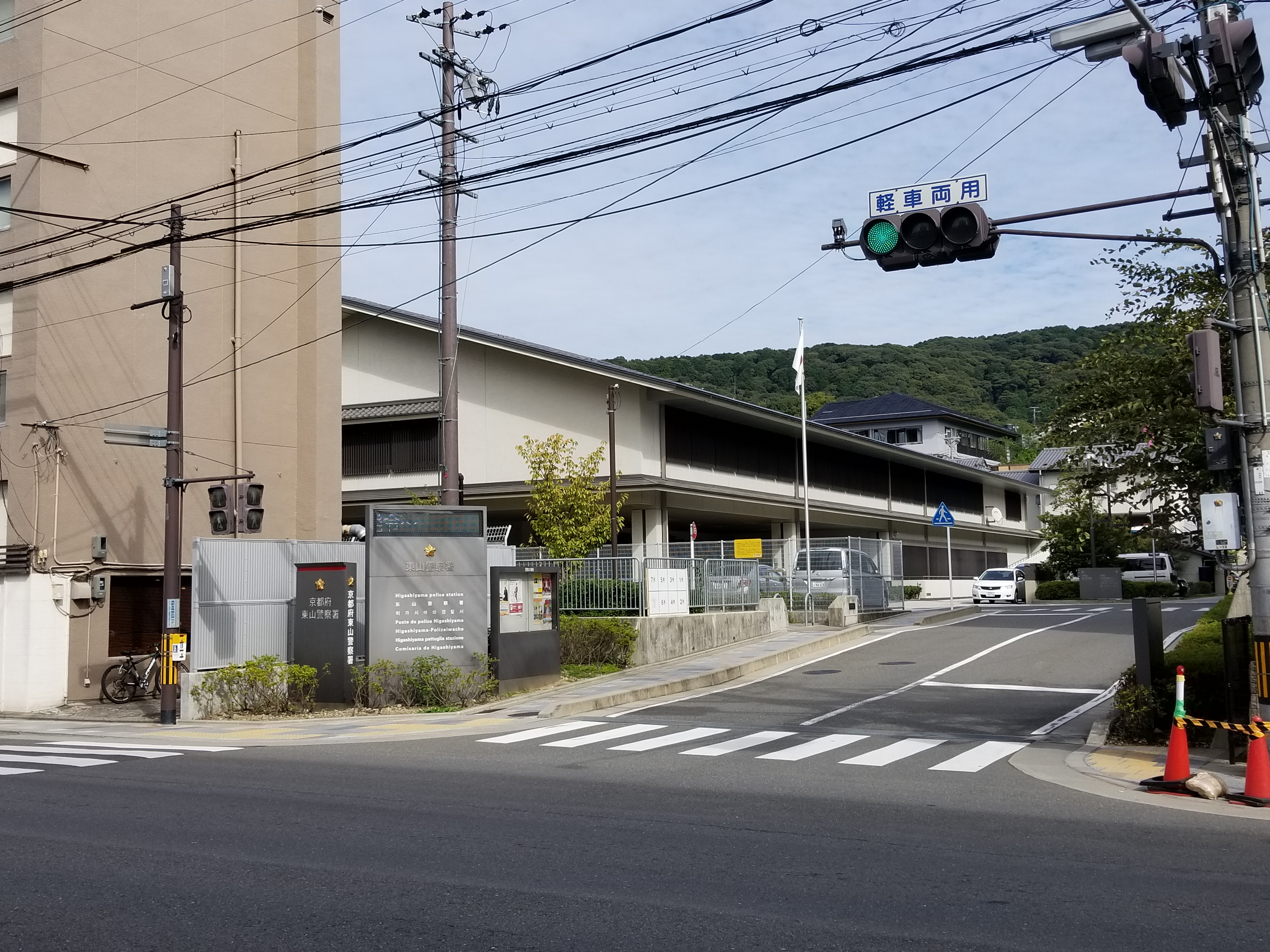
東山警察署

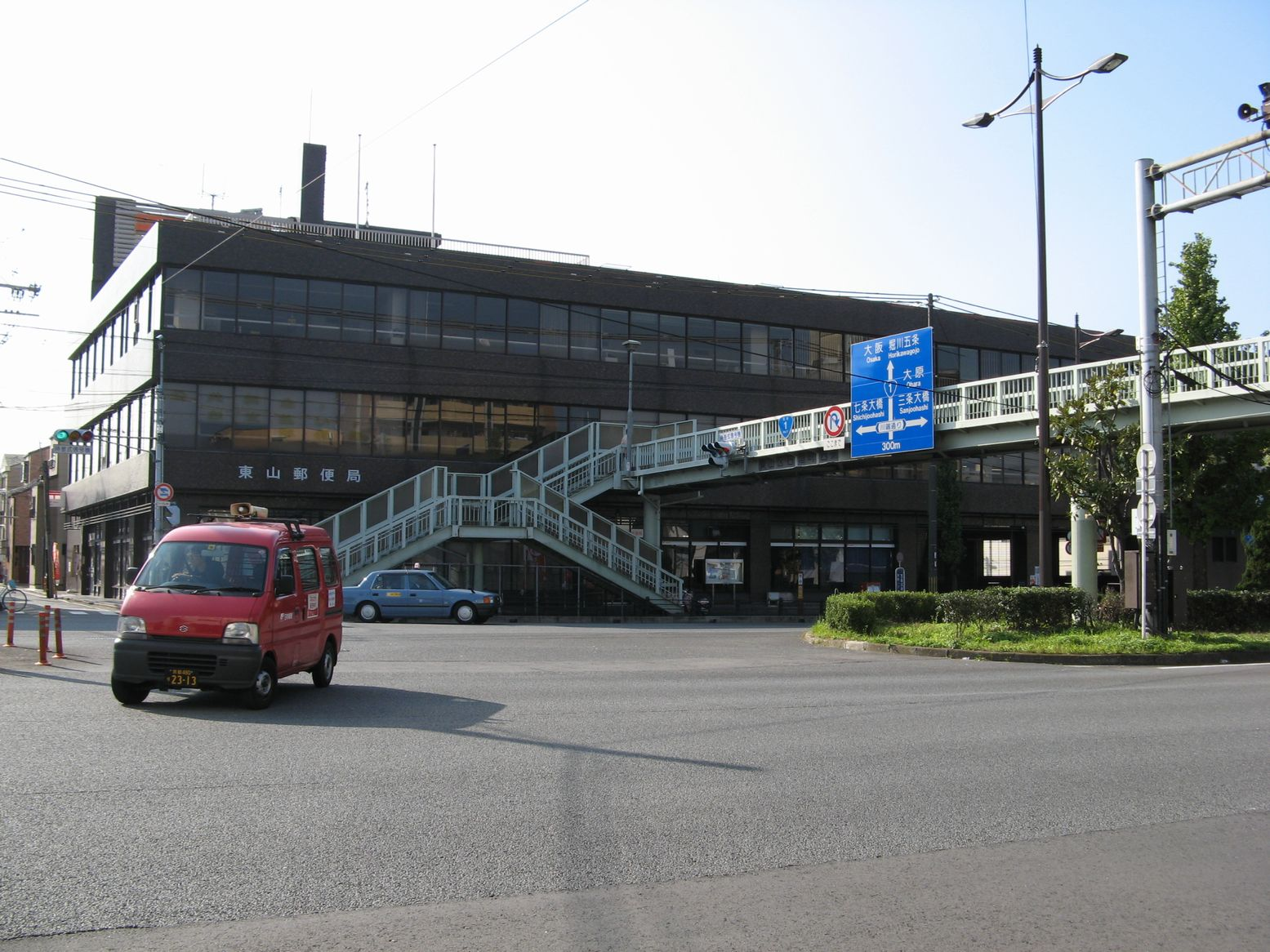
東山郵便局

### 警察
- 京都府東山警察署
  - 三条大橋東交番（東山区大和大路通三条下ル東入若松町）
  - 渋谷交番（東山区渋谷通東大路東入3丁目上馬町）
  - 泉涌寺交番（東山区泉涌寺門前町）
  - 大仏前交番（東山区正面通本町東入茶屋町）
  - 東福寺交番（東山区本町15丁目）
  - 松原交番（東山区松原通大和大路東入弓矢町）

### 消防
- 京都市東山消防署（東山区清水5-130-8）
  - 泉涌寺消防出張所（東山区泉涌寺五葉ノ辻町13-2）

### 医療
主な病院
- 京都第一赤十字病院

### 郵便局
主な郵便局
- 東山郵便局（605-00xx、-08xx、-09xx）

## 経済

### 第三次産業

#### 商業
主な商店街
- 古川町商店街
- 今熊野商店街

### 組合
主な組合
- 祇園商店街振興組合
- 京都府薬剤師会

## 情報通信

### マスメディア

#### 中継局
- 在阪民放ラジオ局京都中継局

## 教育

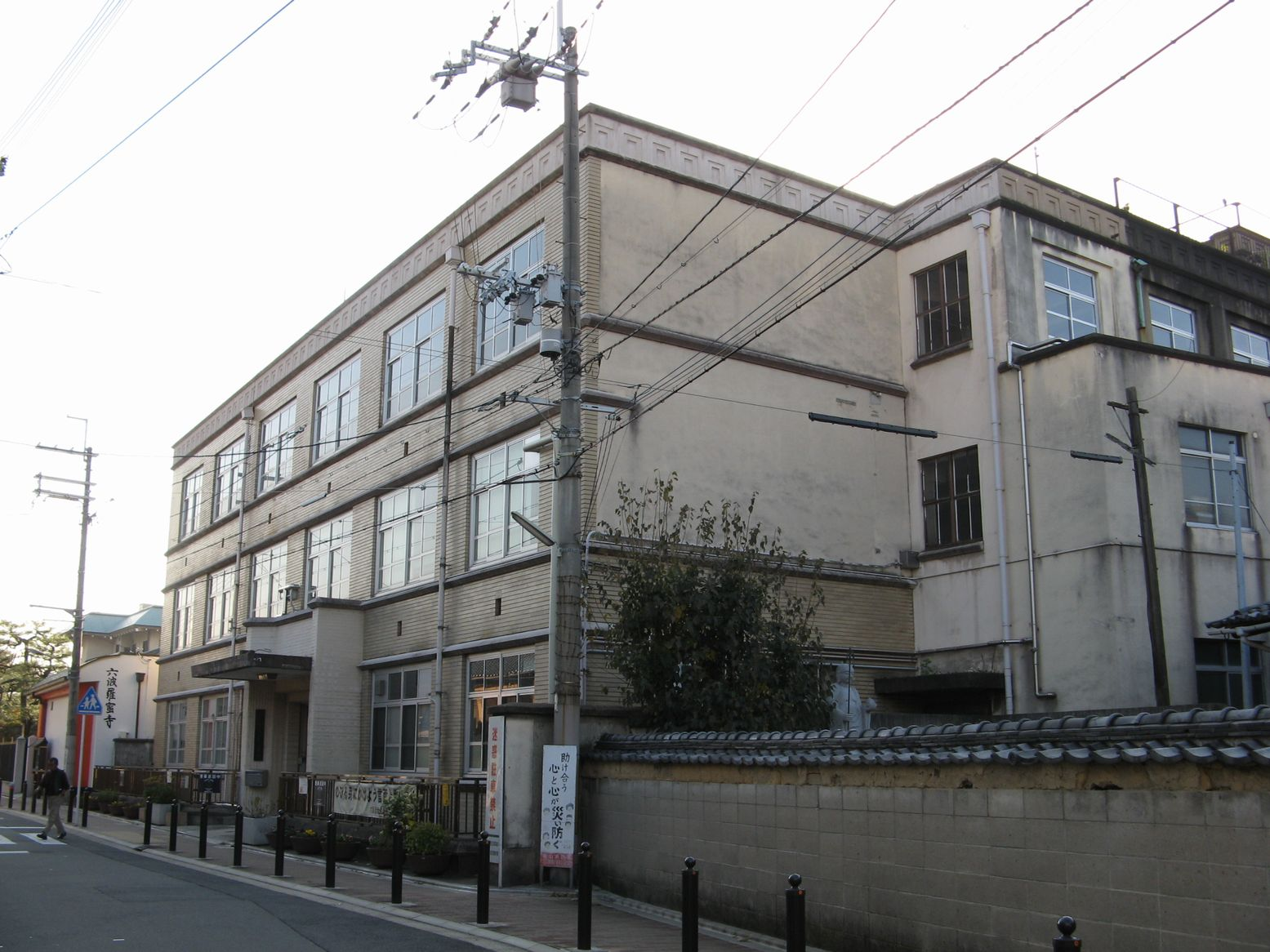
旧・市立六原小学校

### 大学
私立
- 京都女子大学
- 京都華頂大学・華頂短期大学
- 京都美術工芸大学（京都東山キャンパス）

### 高等学校
市立
- 京都市立日吉ヶ丘高等学校

私立
- 大谷高等学校
- 華頂女子高等学校
- 京都女子高等学校
- 京都国際高等学校

### 義務教育学校
市立
- 京都市立開睛小中学校（東山開睛館）
- 京都市立東山泉小中学校

### 中学校
私立
- 大谷中学校
- 京都女子中学校
- 京都国際中学校

### 幼児教育

#### 保育園
公立
- 三条保育所
- 三条乳児保育所

私立
- 永興保育園
- 東福寺保育園
- 愛友保育園
- 昭和保育園

### 各種学校
- 東山女子技芸学校

## 交通

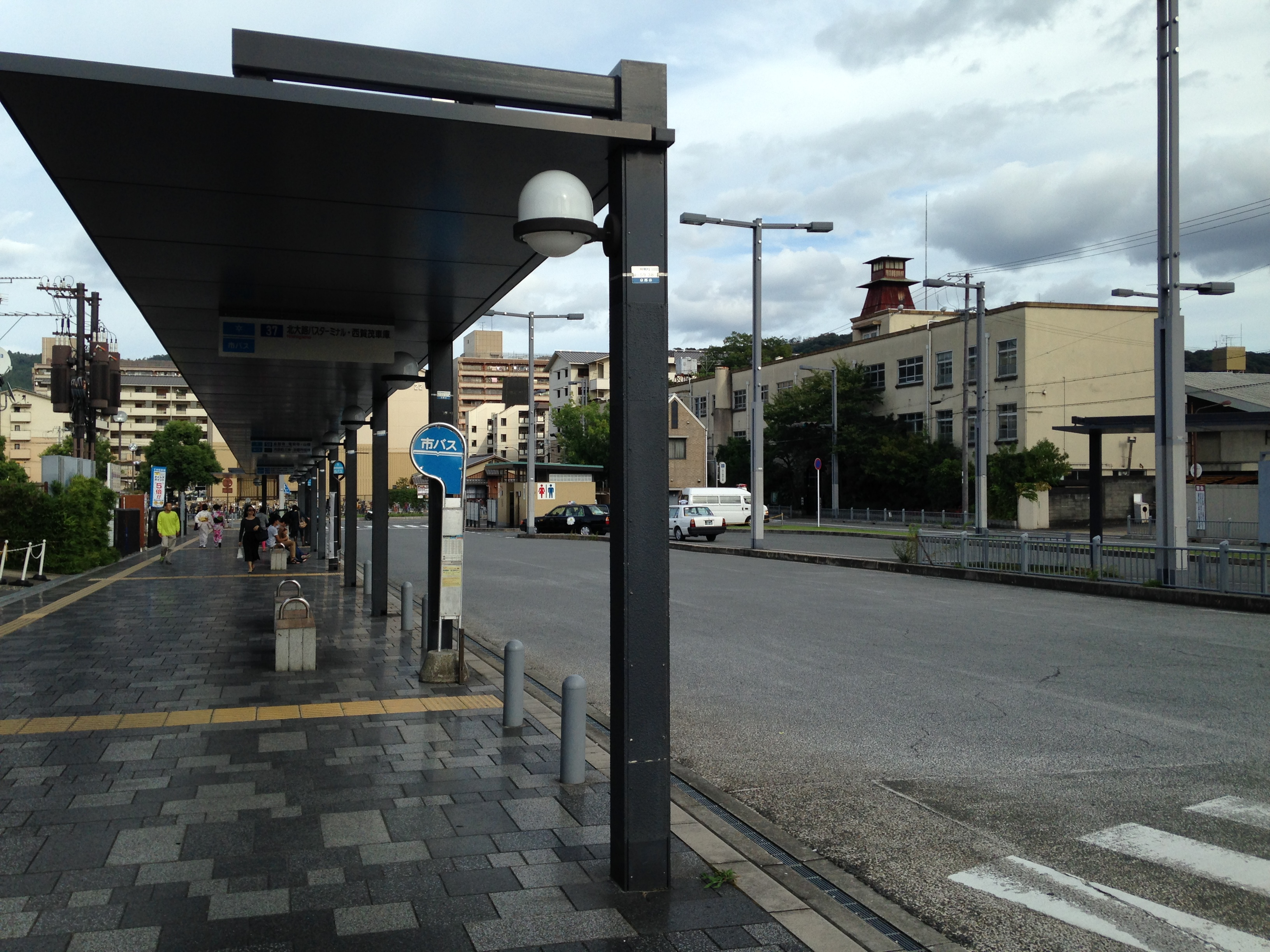
三条京阪バスターミナル

### 鉄道
- JR西日本

奈良線:（至京都駅）← 東福寺駅 →（至木津駅）
東海道本線（琵琶湖線）も通っているが、区内に駅はない。新駅の設置が検討されている。
- 京阪電気鉄道

京阪本線:（至京阪鴨東線出町柳駅）← 三条駅 - 祇園四条駅 - 清水五条駅 - 七条駅 - 東福寺駅 - 鳥羽街道駅 →（至淀屋橋駅）
- 京都市営地下鉄

東西線:（至二条駅）← 三条京阪駅 - 東山駅 - 蹴上駅 →（至六地蔵駅）

### バス

#### 路線バス
- 京都バス
- 京都市営バス
- 京阪バス

バスターミナル
- 三条京阪バスターミナル

### 道路

#### 高速道路
- 京都高速道路 第二京阪道路
  - 鴨川東出入口

### 国道
- 国道1号

## 観光

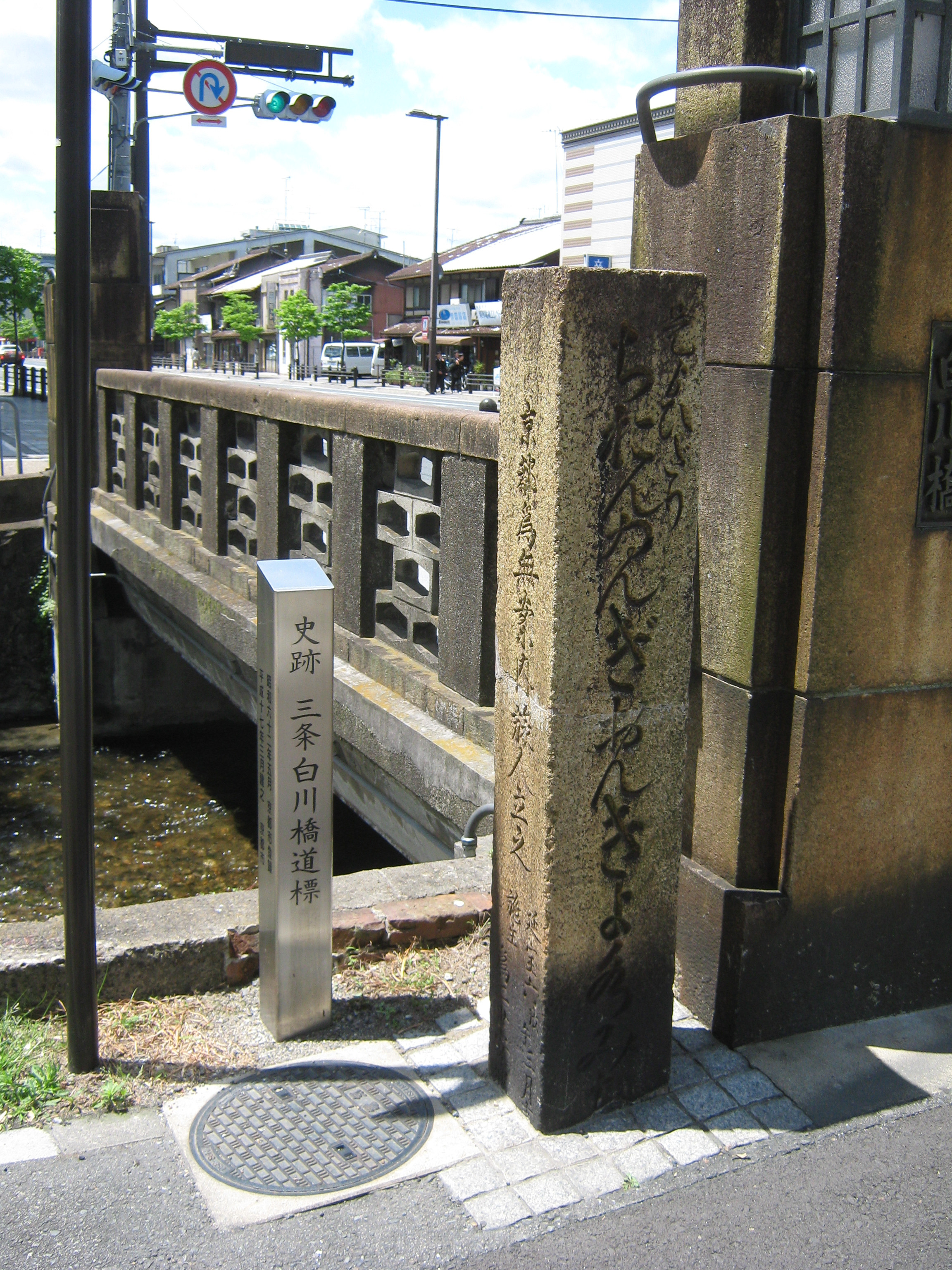
三条白川にある、現存では京都で最古の道標

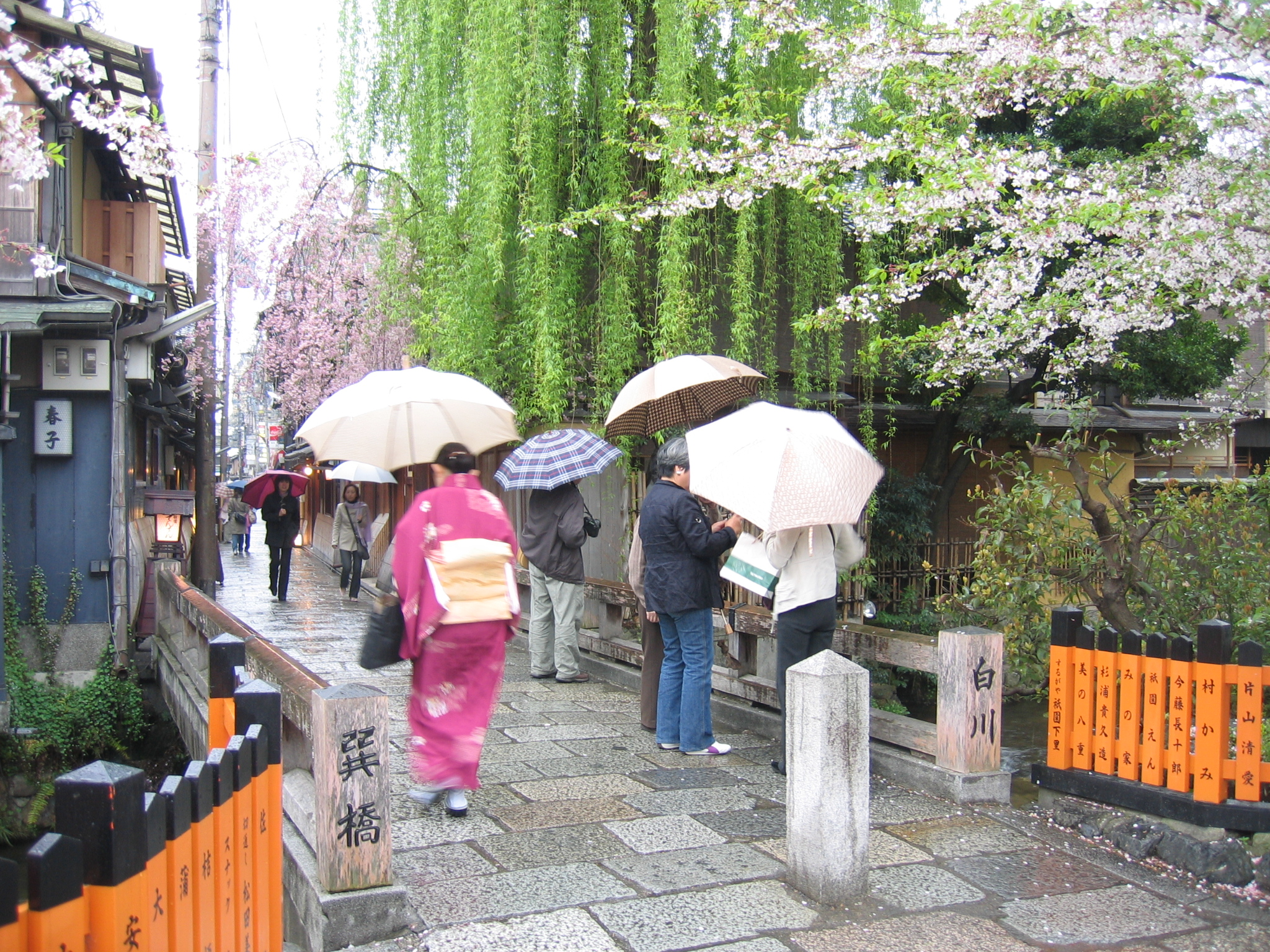
巽橋

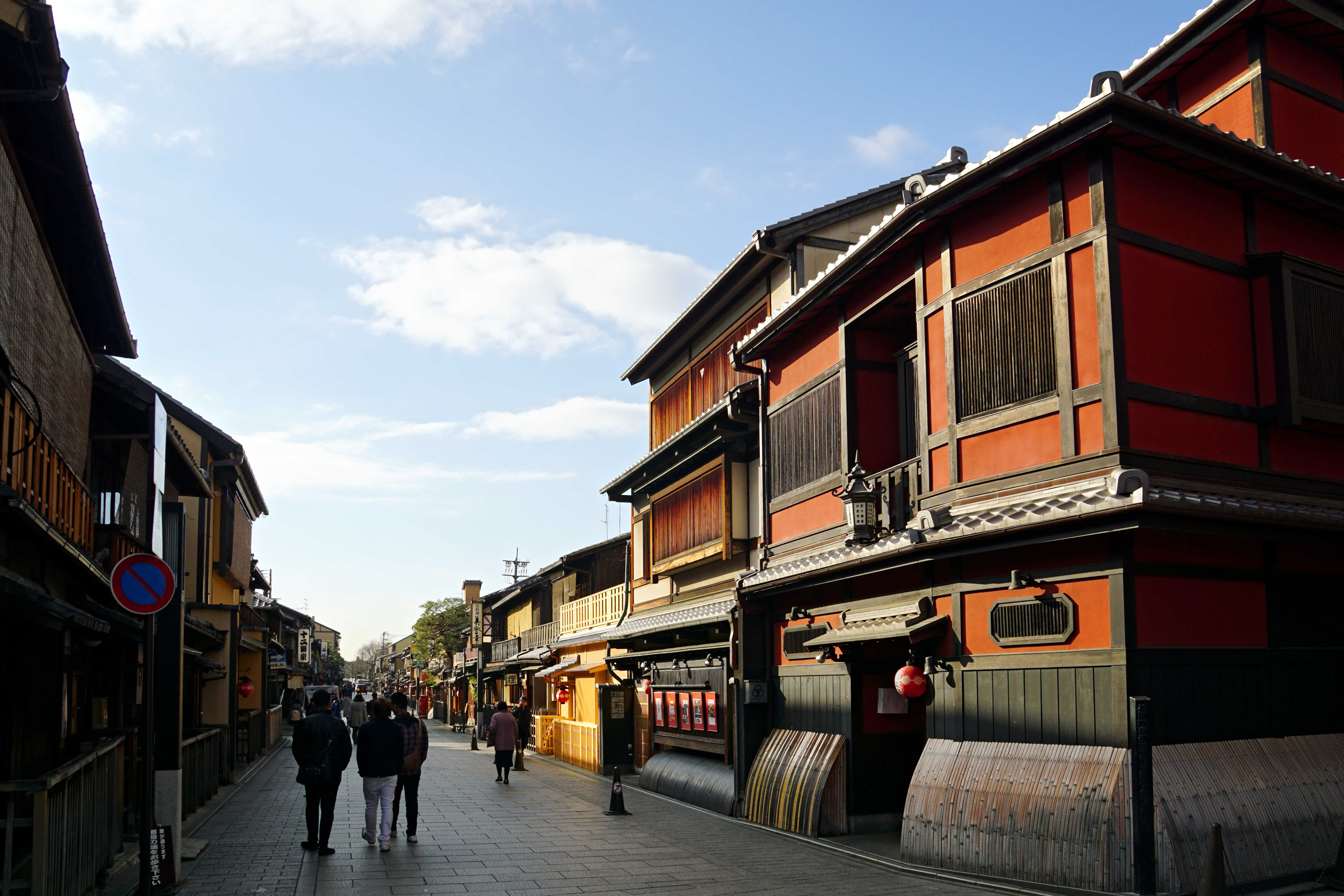
祇園甲部

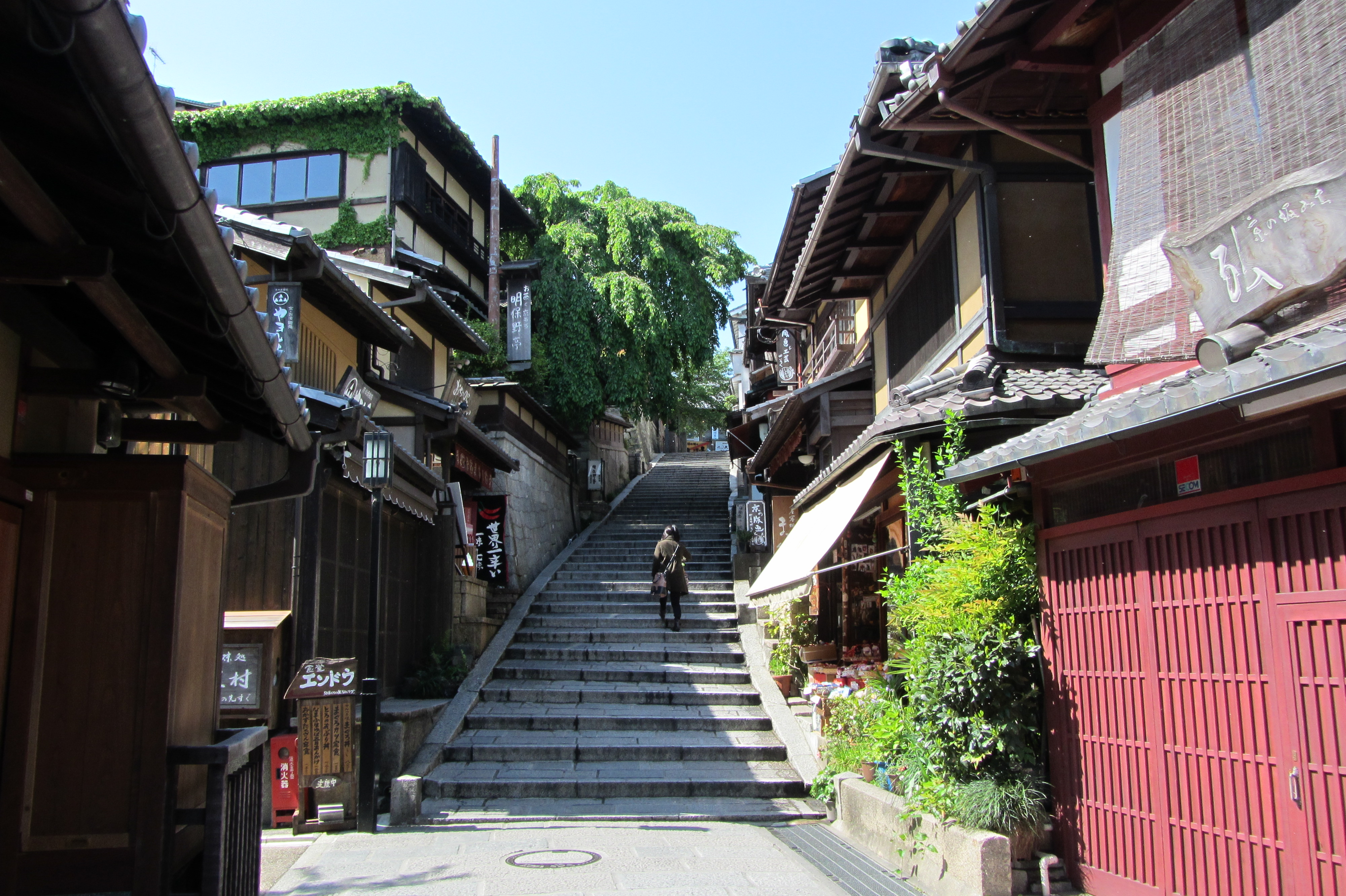
産寧坂

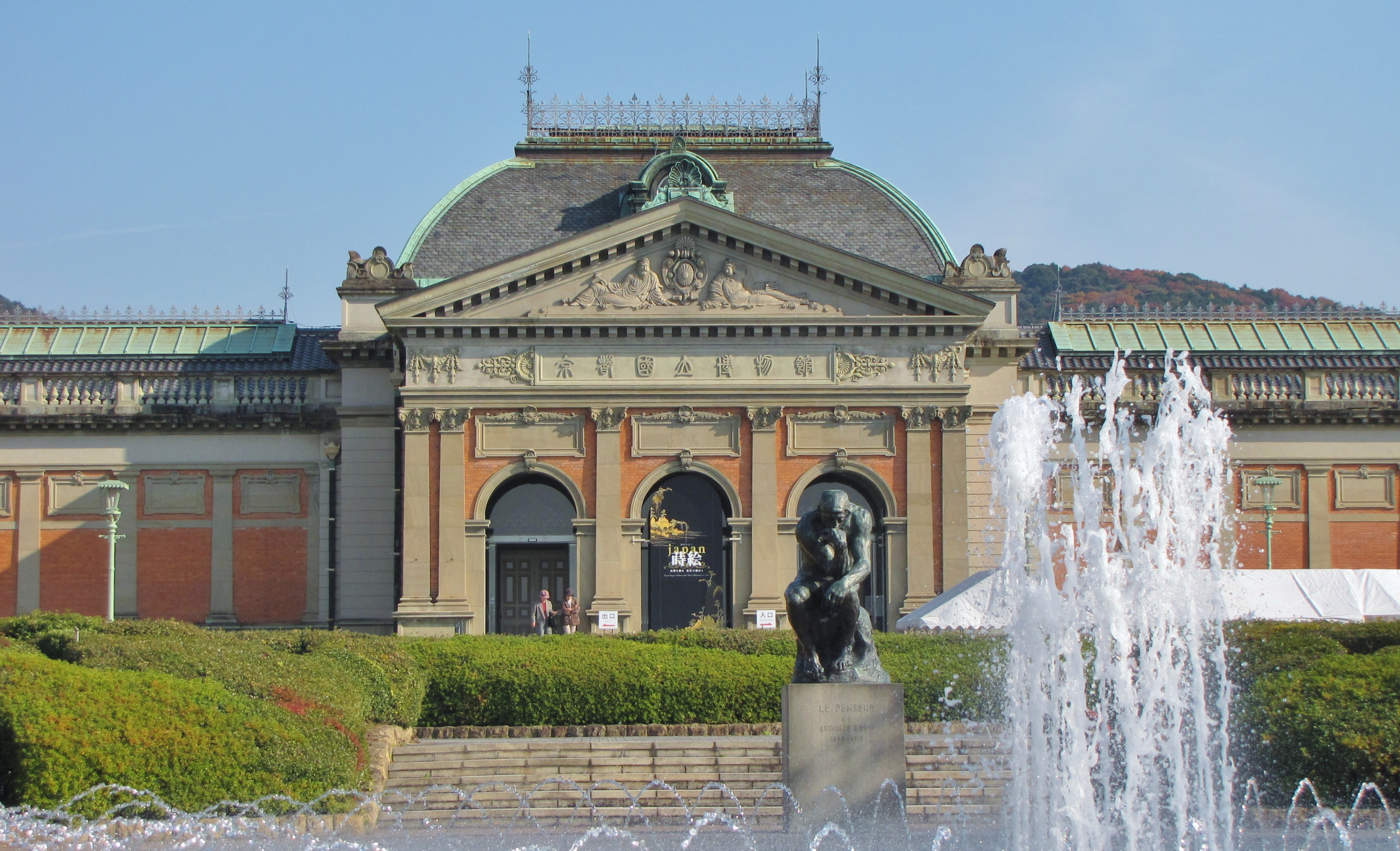
京都国立博物館

### 名所・旧跡
主な城郭・館
- 阿弥陀ヶ峰城
- 東山霊山城
- 六波羅館

主な寺院
- 今熊野観音寺
- 雲龍院
- 圓徳院
- 戒光寺
- 清水寺
- 建仁寺
- 金剛寺
- 高台寺
- 青蓮院
- 泉涌寺
- 即成院
- 大雲院 - 祇園閣・銅閣寺
- 知恩院
- 智積院
- 長楽寺
- 東福寺
- 法観寺
- 方広寺
- 法性寺
- 明暗寺
- 妙法院
- 養源院
- 来迎院
- 六波羅蜜寺
- 六道珍皇寺
- 霊山観音

主な神社
- 合槌稲荷神社
- 粟田神社
- 新熊野神社
- 新日吉神宮
- 京都ゑびす神社
- 京都霊山護国神社
- 豊国神社
- 八坂神社
- 安井金比羅宮

### 観光スポット
- 祇園
  - 三条通白川橋（道標） - 京都における現存最古の道標（京都市登録史跡）[5]
  - 巽橋
- 漢検漢字博物館・図書館（漢字ミュージアム）
- 京都祇園らんぷ美術館
- 円山公園
- 宮川町
- 産寧坂
- 三十三間堂
- 霊山歴史館
- 清水三年坂美術館
- 河井寛次郎記念館
- 京都国立博物館
- 並河靖之七宝記念館
- 南座
- 五龍閣
- あじき路地

## 文化・名物

### 祭事・催事
- 祇園祭 - 日本三大祭り・京都三大祭りの1つ。
- 京都・東山花灯路

### 名産・特産
- 清水焼

## 出身関連著名人
- 楠部彌弌 - 陶芸家
- 黒田辰秋 - 漆芸家、木工家
- 山中貞雄 - 映画監督
- 衣笠祥雄 - 元プロ野球選手
- 杉本彩 - タレント
- 田畑智子 - タレント
- 田武謙三 - 俳優
- 須藤理恵（青空）- お笑い芸人
- 周平魂（ツートライフ）- お笑い芸人
- ばんばひろふみ - 歌手
- DAISUKE（JABBERLOOP）- ミュージシャン
- 小山義一 - 鉄道技術者
- 13代木村玉之助 - 行司
- 三谷昌登 - 脚本家、演出家、俳優
- 新田伸三 - 造園学者、造園家
- 堀江有里 - 社会学者、神学者、牧師 ※神奈川県逗子市育ち
- 長谷川羽衣子 - 社会活動家、政治活動家
- 白戸太朗 - 東京都議会議員